# Hemitriecphora haglundi
Hemitriecphora haglundi är en insektsart som först beskrevs av Henri Schouteden 1901.  Hemitriecphora haglundi ingår i släktet Hemitriecphora och familjen spottstritar. Inga underarter finns listade i Catalogue of Life.